# Press Play (bedrijf)
Press Play was een Deens computerspelontwikkelaar gevestigd in Kopenhagen. Het bedrijf werd in 2006 opgericht en werd in 2012 overgenomen door Microsoft en fungeerde als een dochteronderneming van Microsoft Studios. Op 7 maart 2016 rapporteerde Microsoft dat het Press Play zou gaan sluiten en daarmee ook de ontwikkeling van Knoxville zou annuleren.

## Ontwikkelde spellen
| Release     | Titel                         | Platform                                                          |
| ----------- | ----------------------------- | ----------------------------------------------------------------- |
| 2010        | Max & the Magic Marker        | iOS, Mac, Nintendo DS, PlayStation 3, Wii, Windows, Windows Phone |
| 2012        | Tentacles: Enter the Dolphin  | Android, iOS, Windows Phone                                       |
| 2013        | Max: The Curse of Brotherhood | Windows, Xbox 360, Xbox One                                       |
| 2014        | Tentacles: Enter the Mind     | Windows, Windows Phone                                            |
| 2014        | Kalimba                       | Windows, Xbox One                                                 |
| Geannuleerd | Knoxville                     | Xbox One                                                          |